# Cervejaria Oettinger
A Cervejaria Oettinger (em alemão:  Oettinger Brauerei) é um grupo de cervejarias com quatro localizações cervejeirana na Alemanha. A sede principal esta em Oettingen, mas também há cervejarias em Gotha, Schwerin e Mönchengladbach e, desde 2009, também em Braunschweig. Tem atualmente cerca de 930 funcionários.
É a marca de cerveja nº 1 na Alemanha desde 2009 ate hoje, com produção de 6,59 milhões de hectolitros no período, uma queda de 1,9% em relação a 2008.